# Iglesia del Icono de la Santa Madre de Dios "Ostrobrámskaya"
La Iglesia del Icono de la Santa Madre de Dios "Ostrobrámskaya" o Iglesia del Icono de la Santa Madre de Dios de la Puerta del Alba (del ruso: Храм Иконы Пресвятой Богородицы «Остробрамская») es un templo de la Iglesia ortodoxa rusa situada en el jútor Starozolotovski del raión de Konstantínovsk del óblast de Rostov del suroeste de Rusia. Pertenece a la eparquía de Volgodonsk.

## Historia

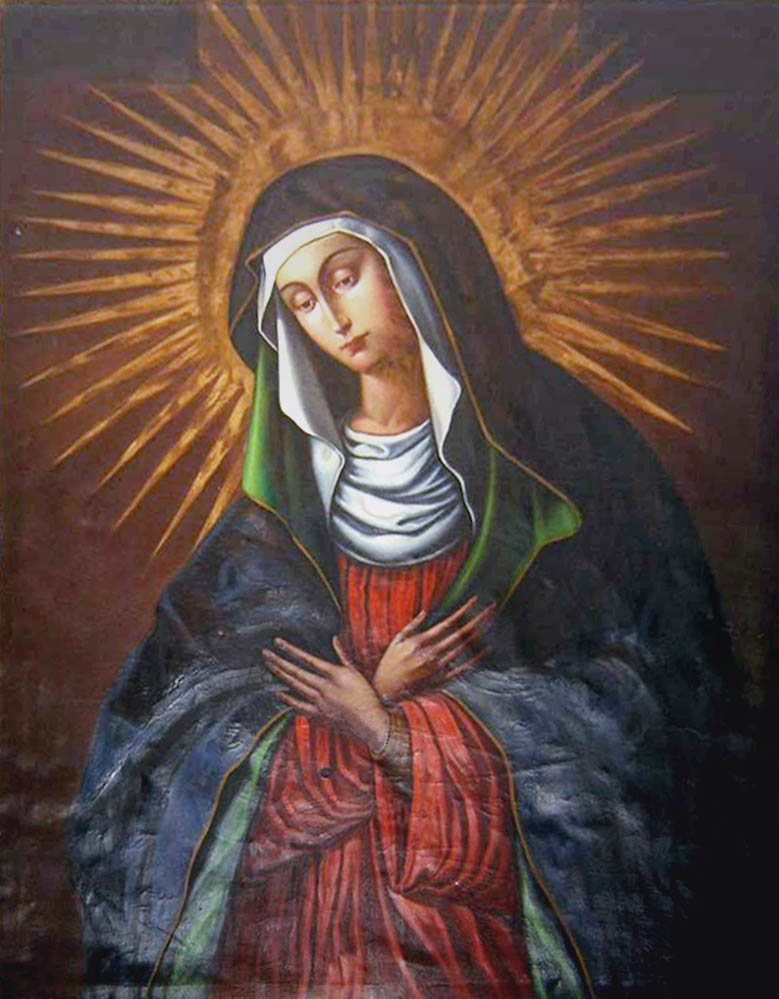
Icono de Nuestra Señora de la Puerta del Alba.

La primera mención de una iglesia en la stanitsa Zolotovskaya fue en 1763. En esa fecha se construyó una nueva iglesia de madera en el emplazamiento de una más antigua, de madera también, que se consagró al arcángel Miguel (Mijail). En 1817 surgió la necesidad de una nueva iglesia, sin embargo esta iglesia ardería en 1884 como resultado de un incendio en la stanitsa. Ese mismo año los cosacos iniciaron la construcción de un nuevo templo con la misma advocación y cimientos de piedra. Su último sacerdote se llamaba Nikolái, que sería arrestado en 1938, cerrándose el templo. En 1941 se desmontaría la iglesia para ser utilizada como material de construcción de un puente en el marco de la defensa en la Gran Guerra Patria.
En la década de 1990, habiéndose fundado en la orilla izquierda del río la stanitsa Novozolotovskaya, los cosacos de la localidad consagraron una cruz en el emplazamiento de la antigua iglesia y en 2004 el arzobispo de Rostov y Novocherkask Panteleimon (Dolganin) bendijo la construcción de un nuevo templo en el jútor en honor al Icono de la Madre de Dios "Ostrobrámskaya" (de la Puerta del Alba) de Vilna. Las cúpulas y el campanario serían concluidos en 2005, año de su consagración, realizada por Panteleimon en 2011. Fue visitada por el metropolitano Merkuri de Rostov y Novocherkask en 2012.